# 失踪 VANISHED
『失踪 VANISHED』（しっそうヴァニッシュド、Vanished）は、アメリカ合衆国のテレビドラマシリーズ。フォックスで2006年に13エピソード放送された。失踪した上院議員の妻が救出されるまでを描く。
様々な政治的宗教的な陰謀が渦巻く中、FBIエージェント、記者、カメラマンが謎を追う。制作は『CSI:科学捜査班』のジョシュ・バーマン。当初、22話の予定であったが、13話に短縮された。11話が放映され最後の2話（2006年12月1日・12月8日）はオンラインでの放映となった。
日本ではサスペンスシアター FOXCRIMEで2007年に放送された。

## キャスト
- グレアム・ケルトン: ゲイル・ハロルド
- ジェフリー・コリンズ: ジョン・アレン・ネルソン（英語版）
- サラ・コリンズ: ジョアンヌ・ケリー
- マーシー・コリンズ: マルガリータ・レヴィエヴァ
- マックス・コリンズ: ジョン・パトリック・アメドリ（英語版）
- リン・メイ: ミン・ナ
- ジュディ・ナッシュ: レベッカ・ゲイハート

## エピソードリスト
- 第1話：事件発生(Pilot)
- 第2話：もうひとつの名前(The Tunnel)
- 第3話：接触(Drop)
- 第4話：すべては水の中(Before the Flood)
- 第5話：サラの監禁場所(The Feed)
- 第6話：ブラックボックス(The Black Box)
- 第7話：新たな敵(Resurrection)
- 第8話：悲劇の余波(Aftermath)
- 第9話：深まる謎(The New World)
- 第10話：独房のふたり(The Cell)
- 第11話：協力者(The Proffer)
- 第12話：サラの過去(The Velocity of Sara)
- 第13話：それぞれの結末(Warm Springs)